# Moučné pytle
Moučné pytle je přírodní památka v okrese Sokolov, vyhlášená v roce 1997 v Chráněné krajinné oblasti Slavkovský les. Předmětem ochrany je několik skalních výchozů a skalek se zřetelnou blokovou odlučností žuly, vytvářejících tzv. mrazové sruby. Moučné pytle jsou součástí Geoparku Egeria, části Česko-bavorského geoparku. Péčí o území je pověřena správa CHKO Slavkovský les.

## Přírodní poměry
Lokalita leží přibližně 1 km západně od obce Cihelny, 3,2 km SV od Bošířan u Horního Slavkova, 2,8 km jižně od Doubí u Karlových Varů. Na některých vrcholech jsou vyvinuty skalní mísy.
Skalní útvary se nacházejí v protáhlé partii pásma Kozích hřbetů, ve vrcholové části Jeleního vrchu (643,6 m n. m.). Je ukázkou blokové (žokovité) odlučnosti žuly, která se projevuje vznikem plochých a oblých balvanů. Ty jsou na sebe jakoby naskládány a odtud je i název „Moučné pytle“. Nejvyšší skalní věž je vysoká 7 m a na jejím temeni jsou vyvinuty tři skalní mísy.